# Outright Monetary Transactions
Outright Monetary Transactions („OMT”) – program Europejskiego Banku Centralnego. Instrument polityki pieniężnej, który ma pomóc osiągnąć stabilność finansową w strefie euro.
Program OMT zostaje rozważony przez EBC w momencie, kiedy rząd jednego z państw strefy euro prosi o pomoc finansową. Strefa euro stworzyła europejski mechanizm stabilności i ratowania obiektów funduszy Europejskiego Funduszu Stabilności Finansowej, w celu sprostania wyzwaniom europejskiego kryzysu zadłużenia. Z tych funduszy i przez OMT, bank centralny strefy euro może odtąd kupić wydane obligacje rządowe, które dojrzewają od 1 do 3 lat, pod warunkiem, że kraje emitujące obligacje, zatwierdzą europejskie zasady zastosowania nadzwyczajnych środków poprawy sytuacji gospodarczej danego kraju. Bank nieraz podkreślił znaczenie i skuteczność programu OMT. Outright Monetary Transactions nie są tym samym co operacje quantitative easing (QE).

## Cztery warunki dołączenia do programu OMT
Aby program OMT mógł być wprowadzony w jednym z Państw członkowskich strefy euro, muszą zostać spełnione 4 warunki:
1. Państwo otrzymało wsparcie od suwerennego w strefie euro funduszu EFSF/ESM w formie bezpośredniego wsparcia makroekonomicznego lub zapobiegawczych uwarunkowanych linii kredytowych. Odbieranie pakietu wsparcia, dokapitalizowanie banków, jak Hiszpania nie kwalifikuje się.
2. Podpisane memorandum uwarunkowana protokołem ustaleń załączonym do EFSF/ESM programu suwerennego wsparcia EFSF przed zakupem obligacji. Pierwsze transakcje są zawierane po stwierdzeniu zgodności polityki gospodarczej z programem i warunkami strefy euro.
3. Zgodnie z definicją EBC, suwerenne państwo będzie starało się odzyskać pełny dostęp do prywatnych rynków kredytowych, tylko wtedy, gdy nie udało się wydać nowej serii obligacji rządowych o 10-letnim terminie zapadalności.
4. Kupno rządowych obligacji z terminem zapadalności od 1–3 lat (program OMT) nastąpi tylko wtedy gdy wszystkie 3 wyżej wymienione warunki zostaną spełnione i okaże się, że ocena wartości stopy procentowej dla obligacji rządowych będzie świadczyć o ich złym stanie, przewidywalnej trudnej sytuacji, co zostanie stwierdzone na podstawie podstawowych danych ekonomicznych dla danego państwa.

W listopadzie 2014 roku w grupie państw kwalifikujących się do otrzymania wsparcia OMT, były tylko Portugalia i Irlandia. Ponieważ żaden z nich jednak nie spełnił wszystkich czterech warunków, wciąż program OMT nie został w pełni aktywowany przez EBC. Kolejnym kandydatem do otrzymania pomocy poprzez program OMT jest Grecja i Cypr, które będą podlegać ocenie w 2015 roku.
Program OMT pozwalający EBC na skup obligacji państw, które zgodziły się na przeprowadzenie reform gospodarczych, znacznie wyrównuje szanse EBC wobec banków gospodarek zaawansowanych. Hiszpania ma te same fiskalne i strukturalne problemy, jakie miała przed rozpoczęciem programu OMT, ale teraz w ostateczności może się zwrócić do zewnętrznego pożyczkodawcy. A to zmienia postać rzeczy.
Program OMT przełamuje niestabilny cykl płynności, który wynika ze stałego niedoboru zabezpieczeń wierzytelności banków oraz ograniczonego mechanizmu transferów fiskalnych.Tak jak w przypadku programu ratunkowego SMP (Securities Markets Program) jego następca – program OMT, budzi wątpliwości w kwestii legalności i demokratyczności. Nie przestrzega on bowiem ducha, choć szanuje literę klauzuli zakazującej ratunku finansowego zawartej w traktacie Unii Europejskiej. Ponadto przedstawiona w nim obietnica równego traktowania prywatnych wierzycieli nadal nie doczekała się precedensu. Wiąże się też on z cichymi transferami fiskalnymi, co poważnie naraża EBC na ostry sprzeciw polityczny.OMT jednak potwierdza dowody historyczne, które pokazują, że w czasach kryzysu decydenci powinni koncentrować się na gaszeniu pożaru, a nie na negocjowaniu ceny wody i ustalaniu jej właściciela.
Program OMT spowoduje złagodzenie warunków kredytowych, niekoniecznie jednak przy jednoczesnym odwróceniu trwającej  finansowej bałkanizacji strefy euro. Cofnięcie tego procesu raczej nie nastąpi dopóki trzy kluczowe elementy unii bankowej – wspólny nadzór, wspólne zabezpieczenie depozytów oraz wspólny fundusz ratunkowy, nie będą w realnym zasięgu. Pamiętajmy jednak, że jeśli w międzyczasie hiszpańscy posiadacze oszczędności naprawdę wystraszą się ryzyka denominacji, program OMT nie będzie miał żadnego znaczenia. Po prostu wycofają gotówkę z banków i zdeponują ją tak szybko jak to tylko będzie możliwe np. w bankach niemieckich.
Dzięki programowi OMT Europejski Bank Centralny upodobnił się do Rezerwy Federalnej w kwestii ochrony każdej jego części.
Tymczasem program OMT pozwala rynkom finansowym złapać drugi oddech. Dręczący je kryzys, przynajmniej na tę chwilę, się skończył. Jednak wyzwanie związane z dalszym istnieniem strefy euro, czyli polityczne porozumienie na temat kluczowych elementów unii bankowej i fiskalnej, dopiero się zaczyna. Jeśli wyzwanie to nie zostanie podjęte, ostatecznie strefa euro ulegnie finansowej dezintegracji.

## Historia
Od 1999 aż do czerwca 2009 (kiedy Europejski Bank Centralny rozpoczął swój pierwszy program skupu obligacji) program OMT nie został użyty. W maju 2010 roku, EBC postanowił uruchomić program SMP w celu rozwiązania napięć w niektórych segmentach rynku, które utrudniały prace mechanizmowi transmisji polityki pieniężnej. Ostatnie zakupy SMP miały miejsce w lutym 2012, a program został zakończony we wrześniu 2012 roku. EBC próbuje wpłynąć na ceny w całej strefie euro poprzez ustalanie stóp procentowych. Po ogłoszeniu w sierpniu 2012 możliwości zastosowania programu OMT aby uniknąć destrukcyjnych scenariuszy i potencjalnie poważnych wyzwań stojących przed utrzymaniem stabilności cen w strefie euro, dokonano skupu obligacji na rynkach wtórnych, które zapewniałyby odpowiednią płynność i jednolitości polityki pieniężnej, EBC ogłosił parametry techniczne operacji OMT we wrześniu 2012 roku. W tym samym dniu, Securities Markets Programme banku (SMP) został zakończony.
„Jak wstępnie zapowiedział Mario Draghi, EBC planuje działać na większą skalę w walce z kryzysem zadłużeniowym w Europie. EBC ogłosił decyzję o nieograniczonych, lecz sterylizowanych zakupach [obligacja|obligacji] krajów strefy euro będących pod presją rynku o terminie zapadalności od jednego do trzech lat i zrzekł się statusu uprzywilejowanego wierzyciela. Zgodnie z wcześniejszymi sygnałami nowy program skupu długu (OMT – Outright Market Transactions) ma być realizowany przy współpracy w funduszami pomocowymi EFSF/ESM.”
W przeciwieństwie do SMP, warunkiem koniecznym dla OMT jest stosowanie ścisłych i efektywnych uwarunkowań, dostosowanych do odpowiedniego programu EFSF/ESM w celu zachowania mandatu inflacyjnego EBC stabilności cen oraz w celu zapewnienia, że rządy zachowują właściwą motywację do wdrożenia niezbędnych dostosowań fiskalnych i reform strukturalnych. Kolejna różnicą między SMP a OMT jest to, że skup odbywa się na rynkach wtórnych obligacji skarbowych o terminie zapadalności do trzech lat. Należy podkreślić, że EBC pragnie wyjść z OMT po tym jak ich cele zostaną osiągnięte lub gdy zaistnieje niezgodność programów.
Jak było w przypadku SMP, płynności tworzone przez OMT będą w pełni „sterylizowane”. Oznacza to, że łączna dodatkowa płynność wstrzykiwana przez OMT do pewnego tygodnia, wchłania się z rynku w następnym tygodniu. Sterylizacja płynności może być wykonana poprzez ofertą lokat terminowych dla banków w banku centralnym. Efekt netto zakupów i sterylizacja na ogólną płynność na rynku międzybankowym rynku pieniężnym jest neutralny.
Pierwszy raz w Polsce o wprowadzeniu instrumentu OMT (Outright Monetary Transactions) mogliśmy usłyszeć podczas rozmowy Belka-Sienkiewicz w słynnej restauracji Sowa&Przyjaciele w czerwcu 2013 r. (nagrania ujrzały światło dzienne w czasie afery taśmowej w 2014 r.). Kilka miesięcy wcześniej (wrzesień 2012 r.) wprowadził je Mario Draghi w EBC, czyli monetyzację SPW (skarbowych papierów wartościowych) na rynku wtórnym. Monetyzacja na rynku wtórnym to kompletnie co innego niż drukowanie pieniędzy i przekazywanie ich pod stołem rządowi. Tu chodzi o skup przez NBP SPW nie bezpośrednio od MF, tylko od banków w trudnej sytuacji, gdzie efektem ubocznym będzie spadek rentowności (oprocentowania) SPW. I przez to pośrednia pomoc MF, bo będzie mógł taniej się zapożyczać (emitować/sprzedawać obligacje). Dokładne zasady tej operacji są w opisie założeń do nowelizacji ustawy o NBP (s. 12, pkt 13). Ekonomiści szeroko mówią, że ten zapis jest potrzebny, konieczny i niezbędny, bo rozszerza narzędzia polityki pieniężnej w sytuacjach bardzo ekstremalnych.